# Angela de Castro Gomes
Angela Maria de Castro Gomes (Itaperuna, 1948) é uma historiadora, pesquisadora, professora e escritora brasileira.

## Biografia
Mesmo tendo nascido numa família sem grandes recursos financeiros, alguns de seus parentes tiveram acesso à educação. Um de seus avós era autodidata e  tornou-se diretor escolar e sua mãe era normalista. Da mesma forma que sua mãe, Angela formou-se no curso normal e em 1966 começou a lecionar no primário do Grupo Escolar Casa de Samir em Niterói. Nesta mesma época, também frequentava as aulas do curso de graduação em História na Universidade Federal Fluminense (UFF).
Seu ingresso como professora universitária somente teve início após uma breve estadia na Europa, em decorrência da Ditadura Militar que estava em vigor no Brasil neste período.

## Carreira
Angela de Castro Gomes cursou História na Universidade Federal Fluminense e graduou-se em 1969. Tornou-se mestra em 1978 e doutora em 1987, ambos no Instituto Universitário de Pesquisas do Rio de Janeiro (SBI/IUPERJ) em Ciências Políticas.
Suas pesquisas e publicações abordam narrativas autobiográficas, correspondências pessoais e diários, favorecendo as discussões sobre História Oral. Também possui trabalhos que analisam o ofício do historiador, o ensino de História e a historiografia, e estudos sobre o Instituto Histórico Geográfico Brasileiro - IHGB.
A primeira instituição universitária em que Angela de Castro Gomes lecionou foi a PUC-Rio, onde deu aulas sobre História Contemporânea. Algum tempo depois, iniciou sua carreira na UFF e foi professora titular do Departamento de História, onde se aposentou no final da década de 90.  Nesse período a historiadora contribuiu para a construção da área de ensino do CPDOC (Centro de Pesquisa e Documentação de História Contemporânea do Brasil) da FGV, onde leciona de 1976 a 2013 e se torna professora emérita.
Mesmo após sua aposentadoria, a historiadora manteve-se envolvida com atividades relacionadas ao mundo acadêmico, tornando-se uma das responsáveis pelo estabelecimento de uma área de ensino no Centro de Pesquisa e Documentação de História Contemporânea do Brasil (CPDOC) da Fundação Getúlio Vargas (FGV) — instituição que concedeu à historiadora o título de professora emérita no ano de 2016. Ademais, a Angela de Castro Gomes também ocupou o cargo de Professora Visitante Nacional Sênior, no Departamento de História da UNIRIO.

## Contribuições Acadêmicas
Ao longo de sua carreira como pesquisadora, Angela de Castro Gomes realizou estudos e pesquisas de relevância para, principalmente, compreender o Brasil do século XX.  Dentre suas publicações as mais conhecidas são suas teses de mestrado e de doutorado respectivamente: Burguesia e trabalho: política e legislação no Brasil (1917- 1937) de 1979, defendida em 1978 e A Invenção do Trabalhismo de 1988. É organizadora da obra Vargas e a crise dos anos 50, publicada em 1994, que contribuiu para os debates historiográficos do período Varguista. Além disso, traz importantes discussões sobre os conceitos de nacionalismo, populismo, trabalhismo, imperialismo. Nesta publicação, Angela de Castro Gomes escreve o artigo Trabalhismo e democracia: o PTB sem Vargas. Angela de Castro Gomes escreveu textos para a coleção História geral da civilização brasileira, dirigida inicialmente por Sérgio Buarque de Holanda e posteriormente por Boris Fausto. A historiadora também contribuiu à coleção História da vida privada no Brasil.

### A Invenção do Trabalhismo (1988):
O livro A Invenção do Trabalhismo, que nasceu a partir de sua tese de doutorado, possui como tema a relação entre o Estado e os trabalhadores brasileiros. Esta obra se destaca não somente pelo seu conteúdo e resultados encontrados, mas também pelas fontes utilizadas, pois, para sua pesquisa, a historiadora utilizou relatos, fontes orais, para compor sua tese. A utilização desse tipo de fonte para escrever a História, ainda não era consenso e havia resistência ao utilizá-las. Porém, por ter se envolvido com o CPDOC, que foi o primeiro no Brasil a aplicar metodologia específica para utilização de relatos, entrevistas etc. para a escrita histórica, Angela de Castro Gomes, fez uso desses materiais em decorrência da expertise. Além disso, o contexto brasileiro da década de 1980 era de modificações no campo da historiografia, em que trabalhos que mudaram o foco de quem seriam os sujeitos históricos ganharam espaço e, esta obra, ao utilizar essas diversas fontes, proporciona uma nova visão da classe trabalhadora em que possibilitou que a pesquisadora sugerisse um novo conceito para a compreensão de populismo.
Em suas pesquisas subsequentes, Angela de Castro Gomes aperfeiçoa as críticas sobre o populismo. Ela propõe uma investigação menos simplista para compreender as relações estabelecidas entre a classe trabalhadora brasileira e o Estado no período da chamada Era Vargas, Estado Novo. O principal apontamento se refere a desmistificar que o populismo seja algo que signifique o domínio de massas, ou manipulação do povo, conforme Francisco Weffort acreditava. Neste sentido, as relações entre estes atores, neste período histórico brasileiro, não podem ser reduzidas aos conceitos de populismo até então existentes (americano e europeu), em que os trabalhadores são passivos e sujeitos às manipulações de um chefe de Estado com características de um líder carismático com a utilização de propagandas de um Estado impositivo.
Assim, a historiadora e cientista social, cunha os termos “pacto trabalhista” e “trabalhismo” e define estas relações como relações complexas, em que ambos os lados possuem momentos de êxitos e derrotas, conciliações e embates, mas buscando caminhos mais harmoniosos. Esta mudança no pensamento e na análise das fontes e do período histórico em questão, fizeram com que os trabalhos de Angela de Castro Gomes fossem de grande importância para a historiografia brasileira.

## Prêmios
Angela de Castro Gomes possui premiações por sua atuação na docência, pesquisa e escrita na área da História, sendo elas: 
- 1981 - Prêmio Visconde de Cairu pelo livro Burguesia e Trabalho: política e legislação social no Brasil, Instituto Roberto Simonsen - FIESP.[9]
- 1989 - Menção honrosa pelo livro A invenção do Trabalhismo, Associação Nacional de Pesquisa em Ciências Sociais.[9]
- 1998 - Prêmio Jabuti para a obra coletiva História da Vida Privada (vol. 4 República).[9]
- 2000 - Medalha Gustavo Capanema, Governo do Estado de Minas Gerais.[9]

- 2006 - Ordem do Mérito Científico, Presidência da República do Brasil, na área de Ciências Humanas República do Brasil.[9]
- 2011 - Comenda da Ordem do Mérito do Trabalho, Tribunal Superior do Trabalho.[9]
- 2016 - Professora Emérita, Centro de Pesquisa e Documentação de História do Brasil, CPDOC, da Fundação Getúlio Vargas.[9]
- 2017 - Prêmio Literário Sérgio Buarque de Holanda, Categoria Ensaio Social, da Biblioteca Nacional.[9]

## Obras
Algumas das obras da historiadora e pesquisadora Angela de Castro Gomes, são: 
| Ano da publicação | Título                                                                                                   | Editora                             | Cidade                   | Autores/Coodernação e Organizadores                            |
| 1979              | Burguesia e Trabalho: política e legislação social no Brasil (1917-1937)                                 | Campus                              | Rio de Janeiro           | GOMES, A. M. C.                                                |
| 1982              | Estado Novo: Ideologia e Poder                                                                           | Zahar                               | Rio de Janeiro           | GOMES, A. M. C.; OLIVEIRA, L. L. (Org.); VELLOSO, M. P. (Org.) |
| 1988              | A invenção do trabalhismo                                                                                | Vértice                             | São Paulo                | GOMES, A. M. C..                                               |
| 1988              | Getulismo e trabalhismo: tensões e dimensões do PTB                                                      | Ática                               | São Paulo                | GOMES, A. M. C.; D'ARAUJO, Maria Celina                        |
| 1991              | O Brasil de JK                                                                                           | FGV                                 | Rio de Janeiro           | GOMES, A. M. C.                                                |
| 1994              | Vargas e a crise dos anos 50                                                                             | Relume-Dumará                       | Rio de Janeiro           | GOMES, A. M. C.                                                |
| 1996              | História e historiadores:a política cultural do Estado Novo                                              | FGV                                 | Rio de Janeiro           | GOMES, A. M. C.                                                |
| 1999              | Essa gente do Rio. Modernismo e Nacionalismo                                                             | FGV                                 | Rio de Janeiro           | GOMES, A. M. C.                                                |
| 2002              | A República no Brasil                                                                                    | Nova Fronteira                      | Rio de Janeiro           | GOMES, A. M. C.; PANDOLFI, D. C. (Org.); ALBERTI, V. (Org.)    |
| 2002              | Cidadania e direitos do trabalho                                                                         | Zahar                               | Rio de Janeiro           | GOMES, A. M. C.                                                |
| 2007              | Direitos e cidadania: memória, política e cultura.                                                       | FGV                                 | Rio de Janeiro           | GOMES, A. M. C.                                                |
| 2007              | Direitos e cidadania: justiça, poder e mídia                                                             | FGV                                 | Rio de Janeiro           | GOMES, A. M. C.                                                |
| 2007              | Ministério do Trabalho: uma história vivida e contada                                                    | CPDOC                               | Rio de Janeiro           | GOMES, A. M. C.                                                |
| 2007              | Jango: as múltiplas faces                                                                                | FGV                                 | Rio de Janeiro           | GOMES, A. M. C.; FERREIRA, J. L.                               |
| 2008              | Leituras críticas sobre Boris Fausto                                                                     | UFMG Fundação Perseu Abramo         | Belo Horizonte São Paulo | GOMES, A. M. C.                                                |
| 2009              | A República, a História e o IHGB                                                                         | Fino Traço                          | Belo Horizonte           | GOMES, A. M. C.                                                |
| 2011              | A Casa da Moeda por seus moedeiros                                                                       | FGV/CPDOC                           | Rio de Janeiro           | GOMES, A. M. C.                                                |
| 2014              | 1964: o golpe que derrubou um presidente, pôs fim ao regime democrático e instituiu a ditadura no Brasil | Civilização Brasileira              | Rio de Janeiro           | GOMES, Angela Maria de Castro; FERREIRA, Jorge.                |
| 2015              | Getúlio escreve a Lourival: os bilhetes à Casa Civil da Presidência da República (1951 e 1954)           | Diário Oficial do Estado de Sergipe | Acaraju                  | GOMES, A. M. C.                                                |
| 2018              | Brechó: estudos de história política e historiografia                                                    | Prismas                             | Curitiba                 | GOMES, A. M. C.                                                |
| 2020              | História Oral e Historiografia: questões sensíveis                                                       | Letra e Voz                         | São Paulo                | GOMES, A. M. C.                                                |